# Geranomyia rostrata
Geranomyia rostrata là một loài ruồi trong họ Limoniidae. Chúng phân bố ở miền Tân bắc.